# 80奔赴布萊迪
《80奔赴布萊迪》（英語：80 for Brady）是一部2023年美國運動喜劇片，由凱爾·馬爾文（Kyle Marvin）執導，莎拉·哈斯金斯和艾蜜莉·哈爾彭編劇，莉莉·湯姆琳、珍·芳達、麗塔·莫瑞諾、莎莉·菲爾德和湯姆·布萊迪主演。電影改編自真實故事，講述了四位終生好友前往第五十一届超级碗，發誓要會見偶像湯姆·布萊迪及其新英格兰爱国者队。
《80奔赴布萊迪》由派拉蒙影業發行，2023年2月3日在美國上映。影評界對本片的評價褒貶不一，全球票房超過4000萬美元。

## 演員
- 莉莉·湯姆琳飾演露（Lou）
- 珍·芳達飾演翠西（Trish）
- 麗塔·莫瑞諾飾演莫拉（Maura）
- 莎莉·菲爾德飾演貝蒂（Betty）
- 湯姆·布萊迪飾演他自己
- 比利·波特飾演古古（Gugu）
- 哈瑞·漢姆林（英语：Harry Hamlin）飾演丹（Dan）
- 蓋·菲里（英语：Guy Fieri）飾演他自己[4]
- 亞歷克斯·莫法特（英语：Alex Moffat）飾演奈特（Nat）
- 羅伯·考德瑞飾演帕特（Pat）
- 葛林·特曼（英语：Glynn Turman）飾演米奇（Mickey）
- 罗恩·芬奇斯（英语：Ron Funches）飾演奇普（Chip）
- 鮑勃·巴拉班飾演馬克（Mark）
- 歐陽萬成飾演東尼（Tony）
- 馬特·勞瑞亞飾演詹姆斯（James）
- 莎拉·吉爾伯特飾演莎拉（Sara）
- 莎莉·柯蘭飾演艾達（Ida）
- 安迪·里希特飾演克拉克（Clark）
- 蓋斯·柯沃西飾演艾力克（Erik）
- 布萊恩·喬丹·阿爾瓦雷斯（英语：Brian Jordan Alvarez）飾演德瑞克（Derek）
- 馬肖恩·林奇（英语：Marshawn Lynch）飾演他自己
- 帕頓·奧斯瓦爾特飾演布里斯凱（Brisket）
- 蕾塔（英语：Retta）飾演她自己[4]

布萊迪的前愛國者隊隊友丹尼·阿門多拉、朱利安·艾德爾曼與罗布·格隆考夫斯基都以自己的身份客串出場。

## 外部連結
- 80奔赴布萊迪的Instagram帳戶
- 互联网电影数据库（IMDb）上《80奔赴布萊迪》的资料（英文）